# Qobu
Qobu (także, Kobi i Kobu) - jest wioską i gminą w rejonie Abşeron w Azerbejdżanie. Populacja wynosi 7997 osób. 